# Oxytropis tomentosa
Oxytropis tomentosa är en ärtväxtart som beskrevs av Nikolai Fedorovich Gontscharow. Oxytropis tomentosa ingår i släktet klovedlar, och familjen ärtväxter. Inga underarter finns listade i Catalogue of Life.